# Katalanische Romanik

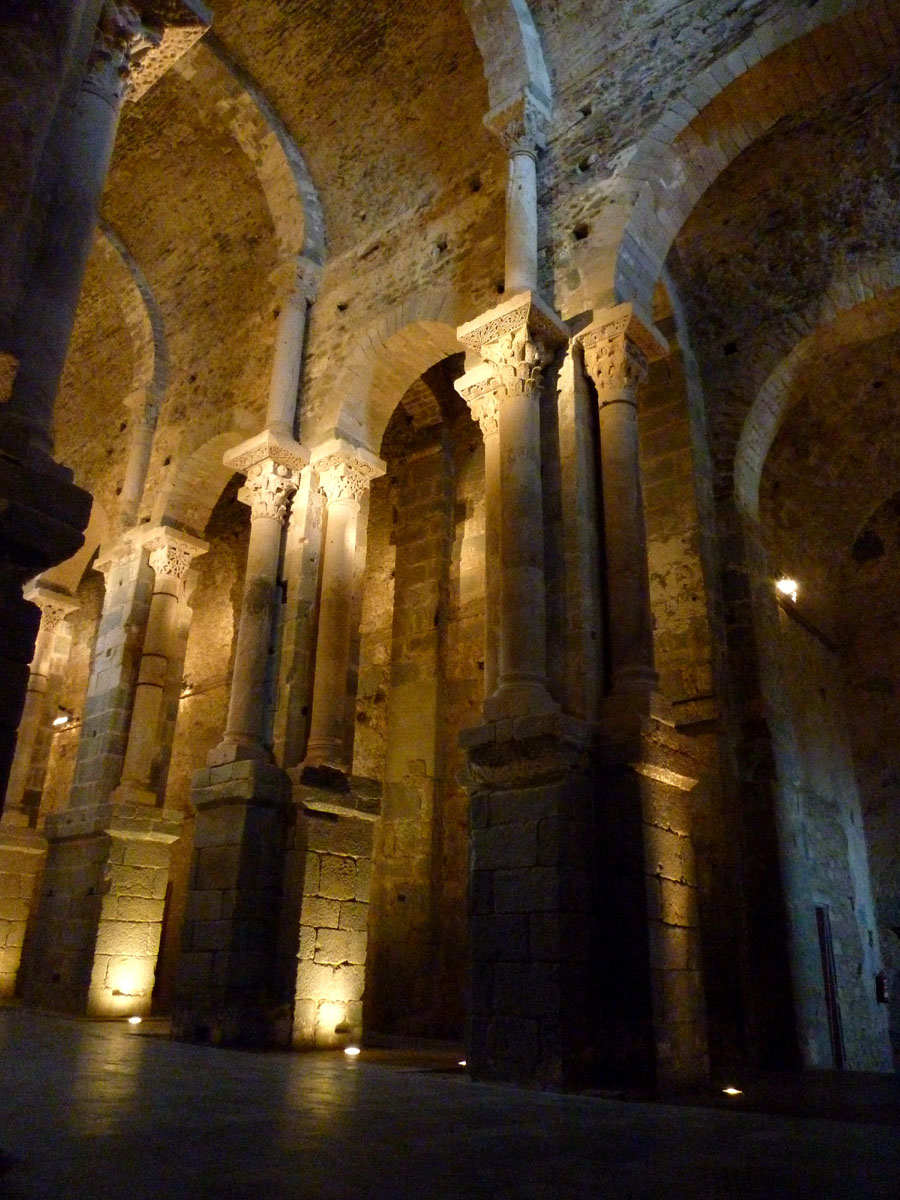
Die Abteikirche Sant Pere de Rodes von innen

Die katalanische Romanik (katalanisch Època Romànica) war in all ihren Perioden und Ausprägungen eingebettet in gesamteuropäische Kunsttrends. In mancherlei Hinsicht spielte sie eine Vorreiterrolle; in anderen Hinsichten nahm sie Neuerungen aus anderen Kunst-Regionen auf. Es besteht aber keinerlei Zweifel daran, dass die katalanisch-romanische Architektur des 11. Jahrhunderts mit ihren monumentalen Stein-Dekorationen (realisiert z. B. in der Basilika des Klosters Sant Pere de Rodes), oft als „Erste Katalanische Romanik“ bezeichnet, und dem Reichtum und der Vielfalt ihrer romanischen Wand- und Tafelmalerei aus dem 12. Jahrhundert (z. B. die Wandmalereien in der Apsis der Kirche Sant Climent de Taüll, zu sehen im Museu Nacional d’Art de Catalunya (MNAC)) eine absolute Vorreiterrolle in Europa eingenommen hat.

## Einführung und Einbettung des Begriffes

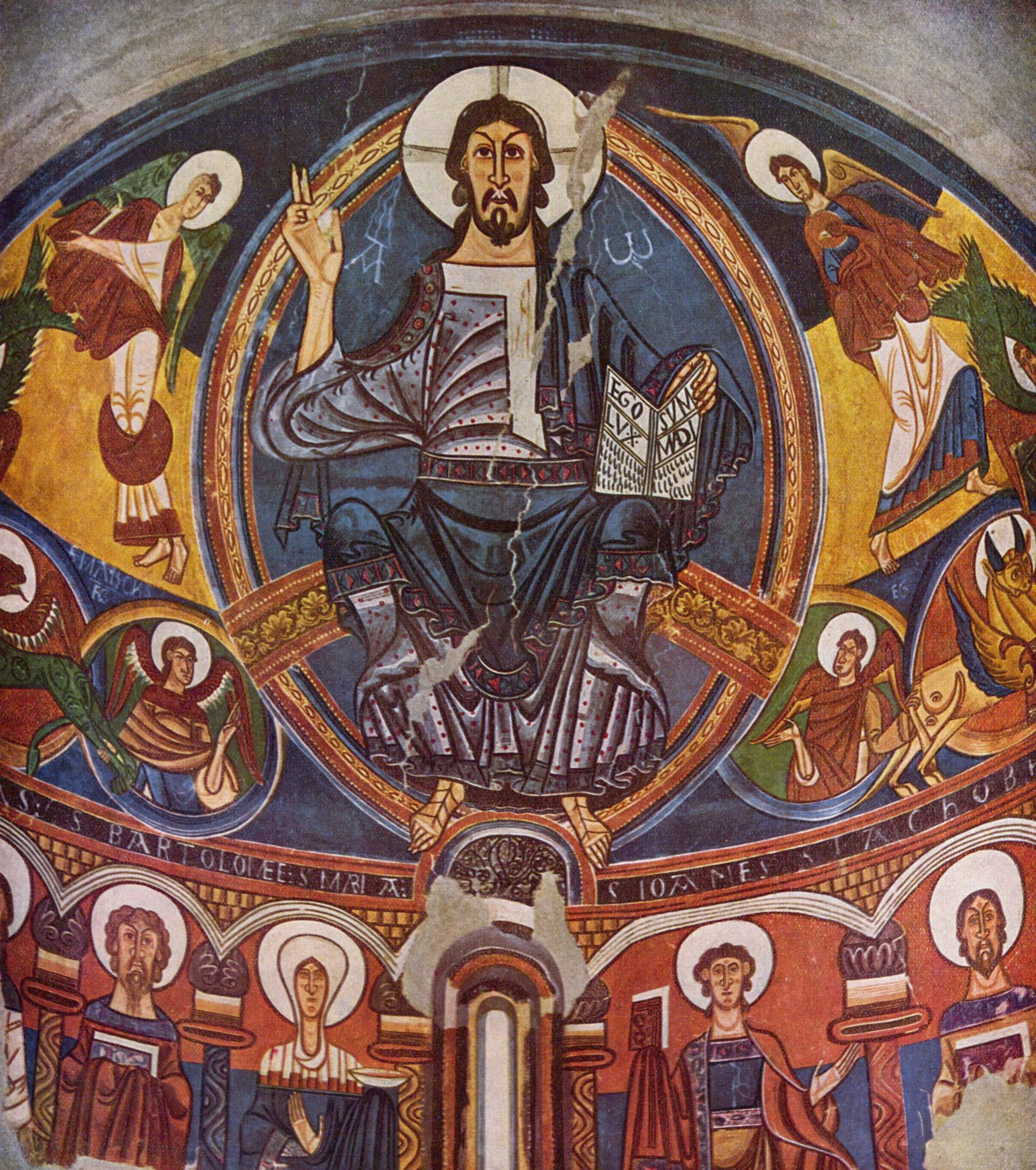
Der Pantokrator in der Apsis der Kirche Santa Climent de Taüll

Romanik bezeichnet eine mittelalterliche, westeuropäische Kunstepoche, die grob nach Region vom 11. bis zum 13. Jahrhundert dauerte. Der Begriff wurde im frühen 19. Jahrhundert von französischen Kunstwissenschaftlern mit Bezug auf die monumentalen Rundbögen dieses Baustils geprägt, die an die Architektur der Römer erinnerten. Der Architekt Elies Rogent, der die Restaurierung der Kirchen Santa Maria de Ripoll und Sant Llorenc de Munt durchführte, verwandte in seiner Festschrift der Escola d’Architectura de Barcelona für das Jahr 1873–1874 das Konzept des „romanischen Stils“, womit er in erster Linie den Architektur-Stil des 11. Jahrhunderts bezeichnete. Der Begriff wurde in weiteren Werken der 1880er Jahre vor allem für die Kirchen im Vall de Boí und für andere Gebäude wie z. B. den Turm der Kirche Sant Martí del Canígo verwendet.
Die Wiederentdeckung der katalanischen Romanik fiel mit der romantischen Kulturbewegung der Renaixença (katalanische Renaissance) des späten 19. Jahrhunderts zusammen, die nach nationalen katalanischen Identitäten zurück bis ins Mittelalter forschte. Die in den Blick genommene Romanik war die Zeitspanne, in der die katalanischen Regionen eine eigene kulturelle Identität herausgebildet hatten. Wissenschaftliche Feldstudien – organisiert z. B. durch die 1876 gegründete Associació Catalana d’Excursions und 1891 umbenannt in Centre Excursionista de Catalunya – gefolgt von zahlreichen Publikationen ließen das Bewusstsein eines spezifisch-katalanischen Erbes aus dem Mittelalter heraus erstarken. Der modernistische Architekt Lluís Domènech i Montaner sammelte und veröffentlichte die Ergebnisse in seiner Història de l’art romànic a Catalunya. Das Bewusstwerden dieser eigenen Geschichte förderte Restaurierungen von Bauwerken wie des Klosters von Ripoll durch den Bischof von Vic Josep Morgades und den Architekten Elies Rogent.

## Die katalanische Frühromanik
Anfang des 11. Jahrhunderts setzte in Katalonien eine rege Bautätigkeit in Hinsicht auf sakrale Gebäude ein. Neu aufgekommene Ideen hinsichtlich der Grundrissgestaltung, neue Techniken wie die nahezu perfekte Einbeziehung von Tonnengewölben in die tragenden Elemente der Gebäude und die neuartige künstlerische Gestaltung von Mauerwerk veranlassten den katalanischen Architekten, Kunsthistoriker und Politiker Josep Puig i Cadafalch, den Baustil als „erste (katalanische) Romanik“ zu qualifizieren.
Eine Gruppe von Gebäuden wurzelte in den Traditionen des Altertums und des frühen Mittelalters. Hierher gehört in vorderster Linie die im ersten Drittel des 11. Jahrhunderts erbaute Abteikirche von Sant Pere de Rodes. Diese Kirche steht für das Konzept der Trennung von Haupt- und Seitenschiff durch Säulen und in diese künstlerisch integrierte Pilaster. Diese in zwei Ebenen aufeinander arrangierten Säulenkonstruktionen referierten auf Architekturelemente aus der Antike und der Karolingischen Welt. Weiterhin steht Sant Pere de Rodes für einen speziellen Typ von Skulpturverzierungen an korinthischen Kapitellen mit systematischen Geflechten und zahlreichen romanischen Wandskulptierungen. Flache Wandreliefe mit Theophanie-Visionen mit steinskulptierten Rahmen aus Pflanzen- und geometrischen Motiven versehen treten uns in Sant Genís de Fontanes (datiert auf 1019–1020) und Sant Andreu de Sureda entgegen. Diese Techniken „wanderten“ im Laufe des 11. Jahrhunderts nach Süden und sind dann beispielsweise in der romanischen Kathedrale von Barcelona (1058 eingeweiht) zu finden. Dieser neue Stil von skulptierten Kapitellen und Fassaden bildete sich originär im frühen 11. Jahrhundert im östlichen Pyrenäen-Gebiet zwischen dem Roussillon und dem Empordan heraus.

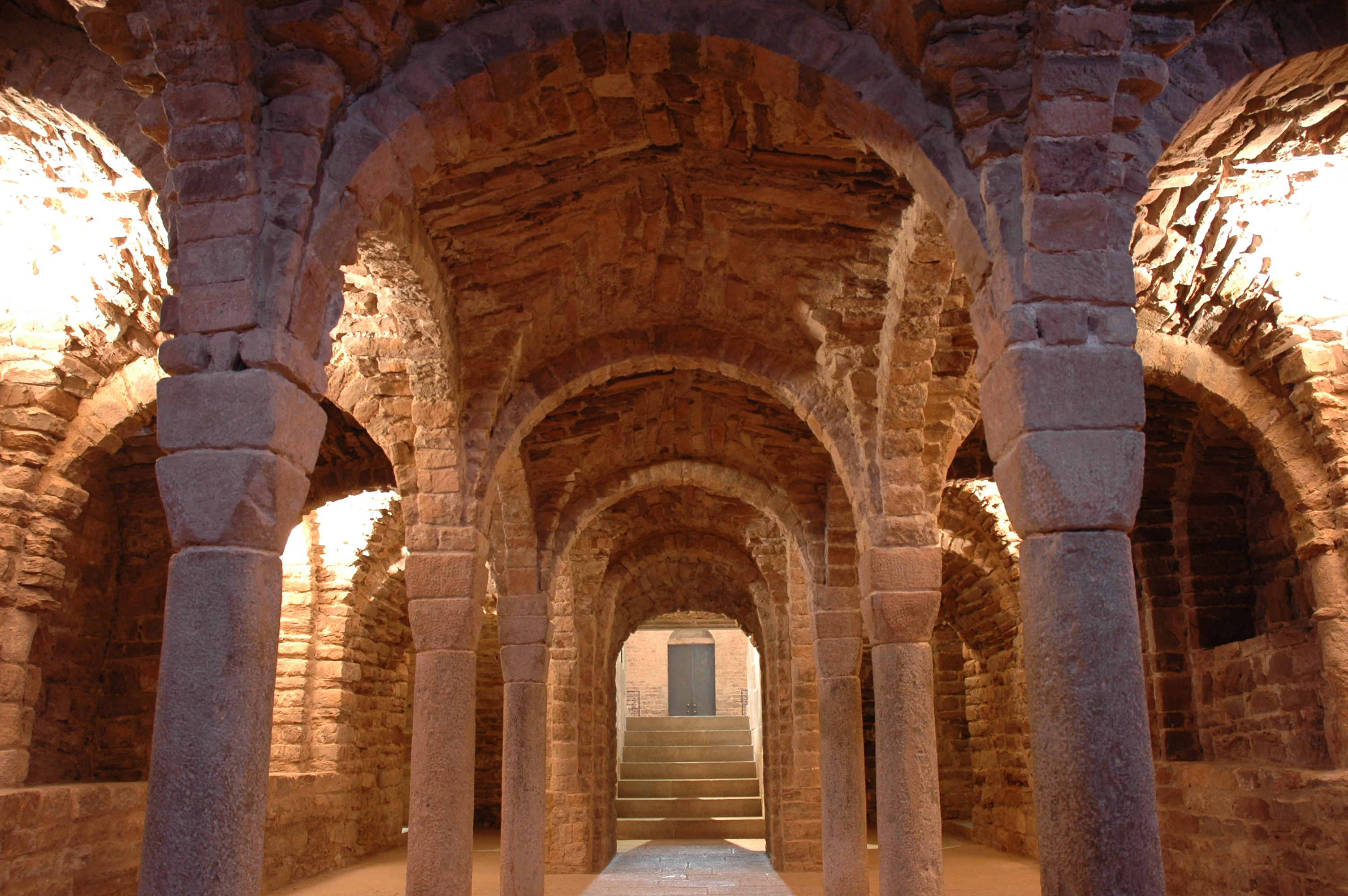
Die Krypta der Kirche Sant Vicenç de Cardona

Auch die Außenfassaden von Sakralbauten wurden mit vertikalen Bändern, mit blinden, vorstehenden Bögen verziert. Solche Elemente produzierten allein durch das Licht-Schatten-Spiel einen Ornament-Effekt. Oft waren sie aber auch mit weißer Farbe oder auch mehrfarbig verziert. Beispiele für solche Außen-Ornamentik und Bemalung finden wir noch in Überresten des ursprünglichen Portals der Kirche Santa Maria de Ripoll, das an manchen Stellen hinter dem „neuen“ Portal aus dem 12. Jahrhundert zum Vorschein kommt. Generell kann man sagen, dass solche Zierbänder an den Außenfassaden das opus latericium, das Ziegelmauerwerk der Römer referieren.
Die vielfachen Analogien dieser „ersten katalanischen Romanik“ mit der sogenannten lombardischen Romanik hat die ersten Forscher auf diesem Gebiet (wie auch Josep Puig i Cadafalch) zu der Annahme verleitet, lombardische Steinmetze und Steinhauer hätten diese Kirchen im nordöstlichen Katalonien erbaut. Ohne diese Analogien oder mögliche Kontakte nach Norditalien leugnen zu wollen, muss man heute diese katalanische Frühromanik in der Architektur als eine einzigartige und originäre Integrationsleistung von Römischer und Karolingischer Architektur und gegebenenfalls auch lombardischer Romanik werten.
Viele der Bauwerke aus dieser Periode sind verloren gegangen, wie z. B. die ursprüngliche, 1032 konsekrierte Abteikirche von Ripoll mit ihrem breiten Querschiff und den sieben Apsidialkapellen, die nach dem Vorbild von Sankt Peter in Rom errichtet wurde. Eines der auf uns heil überkommenen Meisterwerke ist die 1040 konsekrierte Kirche Sant Vicenç de Cardona. Der Innenraum wird vollkommen und idealtypisch durch Steingewölbe „aufgezogen“. Jedem Tonnengewölbe-Abschnitt des Hauptschiffes sind drei Tonnengewölbe-Abschnitte der Seitenschiffe zugeordnet. Der Erfolg dieser katalanischen Frühromanik ist daran abzulesen, dass sie in ihrem Grundtyp bis weit in die zweite Hälfte des 11. Jahrhunderts z. B. im Vall de Boí und in anderen Teilen der Pyrenäen am Leben blieb.

## Die romanische Freskenmalerei in Katalonien
Ein anderer bedeutender Beitrag der katalanischen Romanik besteht in den zahlreichen Wandmalereien vor allem aus dem östlichen Pyrenäen-Gebiet. Viele der auf uns überkommenen Freskenmalereien haben hinter neueren Altarausgestaltungen oder unter Schichten von neueren Anstrichen und Putzen überlebt.

### Das ikonografische Programm

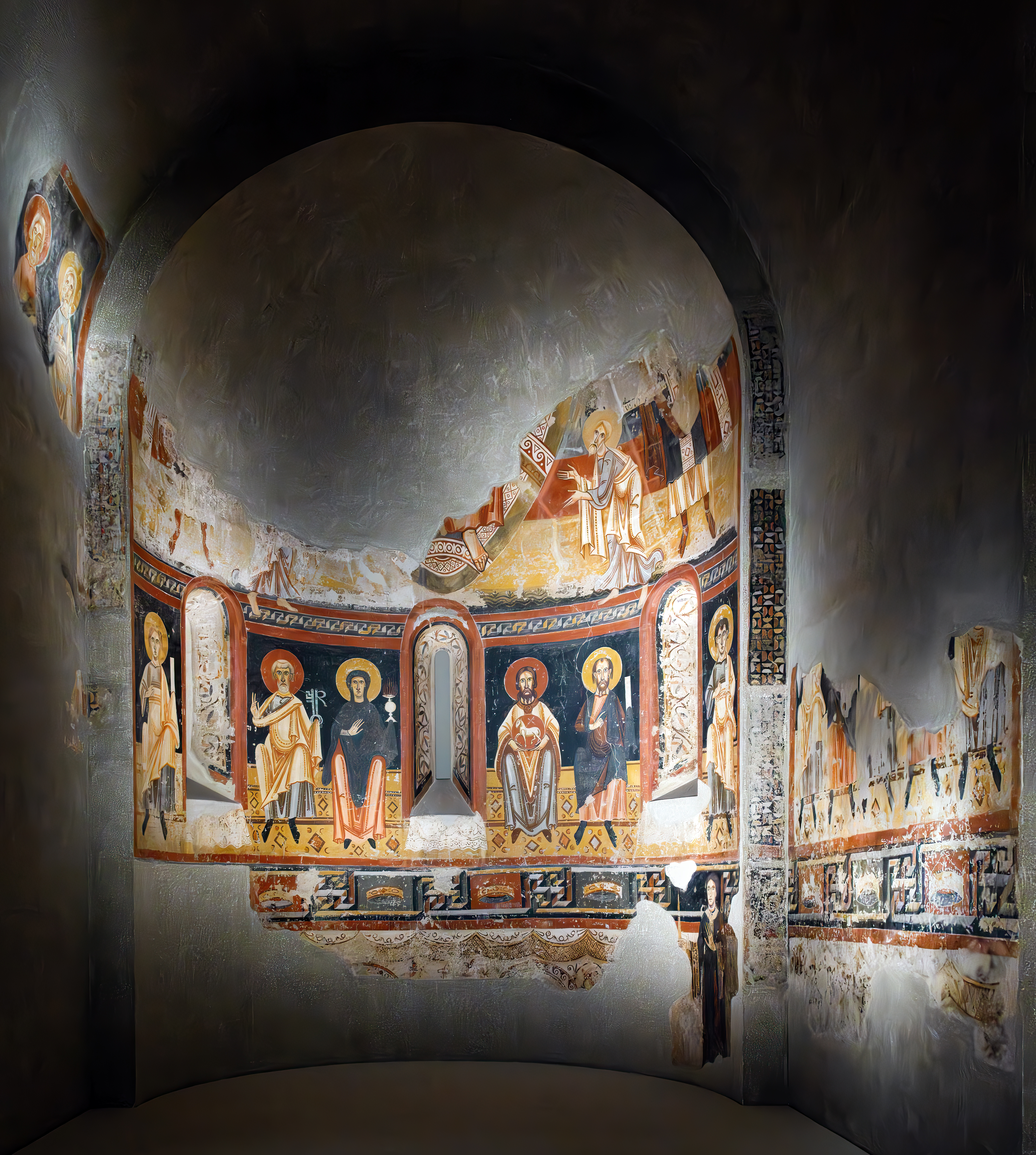
Die Apsis der Kirche Sant Pere de Brugal mit ihren Wandmalereien

Die großartige katalanisch-romanische Architektur des 11. Jahrhunderts war charakterisiert durch „nackte“, nicht durch Malereien dekorierte Steinwände. Die erste große Welle von Kirchendekorationen durch Wandmalereien setzte im frühen 12. Jahrhundert ein wie dies Kirchen in den Tälern von Pallars und Ribagorça belegen. Viele Hinweise sprechen dafür, dass auch große Kirchen wie die des bereits erwähnten Klosters von Ripoll mit bedeutenden Bilderzyklen ausgestattet wurden. Obwohl wesentliche Informationen darüber fehlen, wie die Freskenmaler arbeiteten, hat man die Künstler nach Stilvergleichen in verschiedene Gruppen klassifiziert. Eine dieser Gruppen (repräsentiert durch die Kirche Sant Joan de Boí) schien eingebunden in zentral- und südfranzösische Traditionen der Freskenmalerei, während eine andere (repräsentiert durch die Arbeiten in den Kirchen Sant Quirze de Pedret und Sant Pere del Burgal) eher norditalienisch-lombardischen Traditionen nahestand. Wie dem auch sei: Gerade aber diese norditalienischen Stilelemente ließen sich besser durch die Kirchenreform der zweiten Hälfte des 11. Jahrhunderts, der sogenannten „Gregorianischen Reform“ erklären. Religiöse Szenenbücher, die nach Vorgaben aus Rom erstellt worden waren, haben offensichtlich in verschiedenen Teilen des Kirchengebietes als Vorlage für großformatige Freskenmalereien in Kirchen gedient und so zu Analogien in der Freskenmalerei der verschiedenen Regionen geführt. Die Wandmalereien von Sant Joan de Boí sind ein exzellentes Beispiel für den Einfluss von Miniatur-Malereien auf das Großformat des Freskos. So wurden szenische Bilder aus der Bibel von Ripoll (Mitte 11. Jahrhundert) als direkte Vorlagen für Freskenmalereien verwendet. Die Künstler scheinen zudem ihre Laufbahn zunächst als Maler von Tafelbildern gestartet zu haben, ehe sie sich mit der Wandmalerei beschäftigt haben.
Wie aus den gut dokumentierten Fällen aus der romanischen Abteilung des Museu Nacional d’Art de Catalunya in Barcelona ersichtlich ist, konnte sich das ikonografische Programm in einem konsistenten und kohärenten Konzept über den gesamten Innenraum einer Kirche erstrecken. Szenen aus dem Alten und dem Neuen Testament verzieren die Wände des Haupt- und der Seitenschiffe. Auf der Westseite werden Szenen des Letzten Gerichtes illustriert (wie z. B. in Santa Maria de Taüll), während die Gottheit in der gegenüberliegenden Apsis ihren Ehrenplatz einnimmt.
Die künstlerischen Wurzeln dieser ikonografischen Programme liegen tief in der byzantinischen und spätantiken christlichen Kunst. Sie stehen im Kontext der Gregorianischen Kirchenreform und dienen dem Versuch, die Ursprünge der Römischen Kirche wiederzugewinnen. Dies verdeutlicht vor allem die bildhafte Dekoration der Apsis von Sant Pere de Brugal. Diese weist eine Einteilung in drei Register auf. Im obersten Register residiert Christus als Majestät des Jüngsten Gerichtes flankiert von den Erzengeln Gabriel und Michael. Darunter, im zentralen Register, befindet sich der Himmel in Form einer halbkreisförmigen Bank, die an das Synthronon einer Kirche erinnert. Auf dieser Bank sitzen einige Apostel, die Jungfrau Maria sowie Johannes der Täufer. Die zentrale Präsenz von Peter und Paul sowie die implizite Betonung der Eucharistie in den Attributen Marias, die die Schale mit dem Blut Christi in Händen hält, heben auf Kernpunkte der Gregorianischen Reform wie den Primat des Papstes und die Präsenz Christi in der Heiligen Eucharistie gegen die Ideen eines Berengar von Tours ab.
Im untersten Register ist schließlich die Figur der Gräfin Llucia von Pellars – zu identifizieren an der Inschrift LLUCIA CONMITESA – abgebildet. Diese Gräfin hat von 1081 an zehn Jahre lang nach dem Tode ihres Mannes ihre Besitztümer verwaltet. Anhand dieses „Dokumentes“ ist eine absolute Frühdatierung der romanischen Wandmalereien Kataloniens gegeben. Jedoch ist es hoch wahrscheinlich, dass erst ihre Söhne die Wandmalereien der Apsis von Sant Pere de Brugal in Auftrag gegeben und ihre Mutter dort verewigen lassen haben. Demgemäß wird das Einsetzen der romanischen Wandmalereien in Katalonien auf das frühe 12. Jahrhundert datiert.

### Die Maler und ihr Handwerk
Die in der katalanischen Wandmalerei benutzten Farbpigmente waren vorwiegend anorganischer Natur, was die lange Haltbarkeit der Werke erklärt. Folgende mineralische Ausgangsstoffe, die alle im Umfeld der Pyrenäen natürlicherweise vorkommen, wurden für die Herstellung der Farben verwandt:
- Hämatit (Roteisenstein) für die Farbe Rot
- Goethit (Nadeleisenerz) für die Farbe Gelb oder für Ockertöne
- Kohle für die Farbe Schwarz
- Kalzit (Kalkspat) und Gips für die Farbe Weiß
- Aerinit für die Farbe Blau oder bei Beigabe Goethiten für die Farbe Grün

Besonders die Aerinite sind für den typischen, höchst eigenartigen Charakter der Blau- und Grün-Töne der katalanischen Wandmalerei verantwortlich.
Die Flächen, auf denen die Wandmalereien angebracht wurden, wurden in folgender Weise präpariert. Auf eine grobe Kalkschicht (arricio) wurde eine feinere Schicht aus einem Gemisch aus Sand und gelöschtem Kalk aufgebracht (intonaco). Hierauf wurden Linien und Einschnitte aufgebracht, um die Gesamtkomposition des entstehenden Werkes vorzugeben. Hierauf wurde dann meist in drei Schichten gemalt.
Über die Künstler, ihre Herkunft, ihren sozialen Status, ihre technische Ausbildung, über die Art, wie ihre Arbeit und Zusammenarbeit organisiert war, oder auch über ihre Beziehungen zu den Auftraggebern ist nichts bekannt. An oder in den Wandmalereien gibt es keinerlei Signaturen. Das Einzige, was man sagen kann, ist die Tatsache, dass ihr Werk als ein fundamentales Teil des jeweiligen Kirchenbaus galt.
Die Maler durchliefen offensichtlich eine Karriere vom Tafelmaler zum Freskenmaler. Dies lässt sich beispielsweise an Gemälden der Apsis von Sant Climent de Taüll aufzeigen. Hier wurde neben der vorherrschenden starren, ornamentalen Charakteristik des Pantokratorbildes der Umhang des Pantokrators mit schwarzen und weißen Partien übermalt, so dass vor allem das Gewand mit den einhergehenden Licht-Schatten-Wirkungen einen regelrecht dreidimensionalen Charakter gewinnt. Diese Technik stammt eindeutig aus der Tafelmalerei.

### Die Geschichte der Entdeckung und Rettung der Fresken

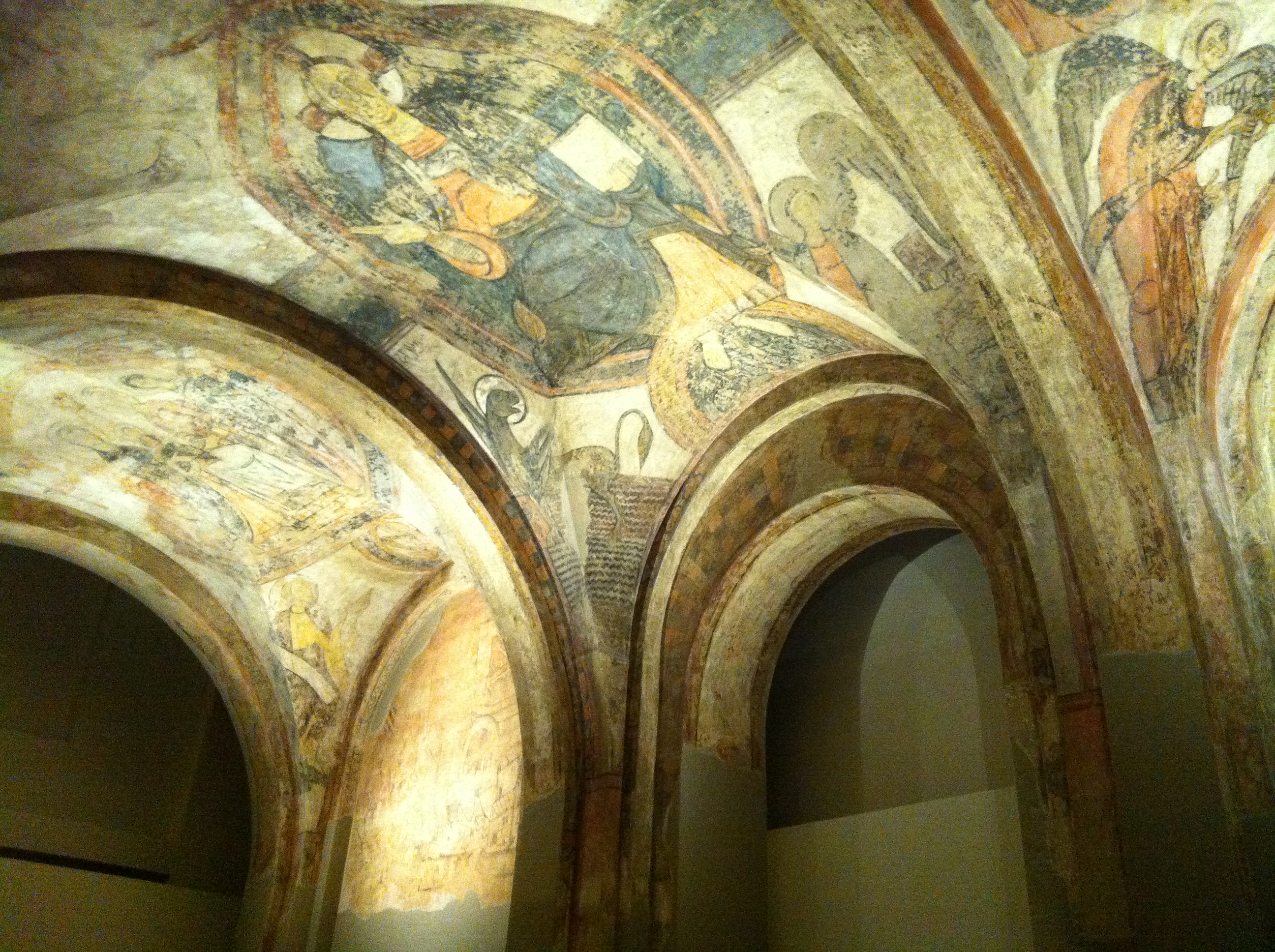
Fresken aus der Kirche Sant Vicenç de Cardona im MNAC

Ende des 19. Jahrhunderts waren ein paar wenige romanische Freskenmalereien in Katalonien wie diejenigen in den Kirchen Sant Quirze de Pedret und Sant Martí de Fonollar bekannt und in der Fachliteratur veröffentlicht. Im Jahr 1904 unternahm der Architekt Lluís Domènech i Montaner für sein nie veröffentlichtes Buch Història de l’art romànic a Catalunya eine Reihe von Exkursionen in die Gebiete von Pallars und Ribagorça. Bei diesen Feldstudien stieß er zum ersten Mal auf die Wandmalereien von El Burgal, Àneu und Taüll im Vall de Boí. Er beschrieb, zeichnete und fotografierte erstmals diese Malereien. 1907 organisierte das Institut d’Estudis Catalans eine Feldstudie in das Vall de Boí, an der unter anderem Josep Puig i Cadafalch, Josep Gudiol i Cunill, der Fotograf Adolf Mas teilnahmen. Seit diesem Zeitpunkt erfuhr das wertvolle kulturelle Erbe der romanischen Wandmalereien weltweit zunehmende Wertschätzung. Infolge dieser Feldstudie ließ die Junta de Museus (Oberaufsicht aller katalanischen Museen) eine Serie von Kopien dieser Wandmalereien erstellen. Zwischen 1907 und 1921 veröffentlichte das Institut d’Estudis Catalans diese Werke. Die daraus resultierende Berühmtheit dieser Werke rief leider auch die Interessen des wachsenden internationalen Kunstmarktes auf den Plan. In diesem Kontext verkauften Ignacio Pollak (ein nordamerikanischer Kunsthändler ungarischer Herkunft) und Gabriel Dereppe (ein französischer Kunsthändler) die Fresken aus der Apsis der Kirche Santa Maria de Mur an den Kunstsammler Lluís Planduria aus Barcelona, indem sie diese in der bis dato in Spanien nicht bekannten Spezialtechnik des „Strappo“ durch den italienischen Experten Franco Steffanoni aus der Apsis abnehmen ließen. Als die Junta de Museus von dem Verkauf der Wandmalereien hörte, informierte diese sofort den Präsidenten der katalanischen Regierung Josep Puig i Cadafalch. Puig ließ 1920 die Kirche umgehend zum Historischen und Künstlerischen Monument Kataloniens erklären. Aber er kam zu spät. Die Wandmalereien waren 1921 schon durch ihren neuen Besitzer Lluís Plandiura an das Museum der schönen Künste in Boston, USA verkauft. Aufgeschreckt durch diesen Vorfall ließ die Junta de Museus 1919 und 1920 eine Anleihe herausgeben, verhandelte mit Ignacio Pollak, der den Verkauf weiterer romanischer Werke in Angriff genommen hatte, über den Ankauf und die Abnahme der Malereien und ihre Installation im Museu d’Art i Arqueologia im Parc de la Ciutadella in Barcelona. Alle Bilder wurden von 1920 bis 1923 in der genannten Technik des Strappo von Franco Steffanoni und einiger Helfer abgenommen und in das Museum nach Barcelona verbracht. Insgesamt wurden 345 m² Wandmalereien aus den Pyrenäen nach Barcelona auf die Kirchen (z. B. die Apsiden) nachbildende Trägerkonstruktionen verbracht. Am 12. Juni 1924 wurde die Abteilung für die Romanische Kunst Kataloniens des Museu d’Art i Arqueologia feierlich eröffnet. Diese Sammlung gerierte sofort einen durchschlagenden Erfolg. 1934 wurden dann diese Wandmalereien an ihren heutigen Ort, das Museu Nacional d’Art de Catalunya im Palau Nacional de Montjuïc in Barcelona verbracht. Diese Institution wuchs organisch durch weitere Zukäufe in die Rolle des weltweit führenden Museums für romanische Wandmalereien hinein.